# 小牧市民病院
小牧市民病院（こまきしみんびょういん）は、愛知県小牧市にある市立の医療機関。

## 概要
救命救急センター設置の3次救急病院である。災害拠点病院、がん診療連携拠点病院でもある。2006年（平成18年）6月には、がん診療相談支援室を院内に設置。がんに関するセカンド・オピニオンを始めている。DPC医療機関群Ⅱ群の適用を受けている。

## 沿革
- 1963年4月 - 小牧市が愛知県厚生農業協同組合連合会の病院を買収。「小牧市民病院」とする。内科、小児科、外科、整形外科、産婦人科、耳鼻咽喉科、眼科、理学診療科の合計8科での診療開始。
- 1967年1月 - 皮膚泌尿器科を新設。
- 1970年12月 - 検査棟を新築。
- 1973年11月 - 結核病床を廃止。
- 1977年5月 - 消化器科と循環器科、放射線科を新設。
- 1985年2月 - 伝染病床を廃止。
- 1985年5月 - 神経内科と呼吸器科と脳神経外科を新設。皮膚泌尿器科を分科（→皮膚科、泌尿器科）。
- 1985年7月 - 人工透析センターでの治療開始。
- 1986年 - 地名変更により住所表記が大字市之久田から常普請に変更となる。
- 1986年2月16日 - 当院初の腎臓移植手術に成功。
- 1987年4月 - 形成外科を新設。
- 1987年7月 - 熱傷ユニットを設立。
- 1987年9月 - 腎結石破砕装置での治療開始。
- 1988年4月 - 精神科を新設。
- 1989年2月 - 集中治療センターと未熟児センター、熱傷センター、腎移植センターでの治療開始。
- 1989年7月 - 麻酔科を新設。
- 1990年4月 - 心臓血管呼吸器外科を新設。
- 1990年7月 - 歯科口腔外科を新設。
- 1990年8月 - MRIを導入。
- 1991年4月 - 救命救急センターが稼動。
- 1991年5月 - ガンマナイフでの治療開始。
- 1993年10月 - 脳ドックを開始。
- 1994年10月 - 大腸肛門科を新設。
- 1996年4月 - 臨床研修病院に指定される。
- 1996年5月 - エイズ治療拠点病院に指定される。
- 1996年6月 - 無菌病室が稼動。
- 1996年6月3日 - 健診センターの活動開始。
- 1996年10月 - リウマチ科とアレルギー科を新設。
- 1996年11月 - 災害拠点病院に指定される。
- 1998年4月 - 頭頸部外科を新設。
- 1999年9月 - 輸血科を新設。
- 2000年4月 - 「患者の権利憲章」を策定。カルテの開示を開始。
- 2000年12月 - 日本医療評価機構から認定証を受理。小牧市交響楽団による院内クリスマスコンサートの開始。
- 2002年2月 - 脳磁場計測装置を導入。
- 2002年4月 - 外来中央採血室を新設。
- 2003年3月 - 外来化学療法室を新設。
- 2003年4月 - 専攻医制度を導入。
- 2004年4月 - 医療安全管理室を新設。女性専用相談室を開設。
- 2005年1月 - 厚生労働省から地域がん診療拠点病院に指定される。
- 2006年4月 - 電子カルテの導入開始。
- 2006年6月 - がん診療相談支援室を開設。がんに関するセカンド・オピニオン開始。
- 2008年10月1日 - 敷地内が全面禁煙化。
- 2009年4月 - 緩和ケア科新設。
- 2009年9月 - 救急科新設。
- 2012年3月 - 緩和ケア病棟増築工事竣工。
- 2012年3月 - DPC医療機関群Ⅱ群適用を受ける。
- 2013年4月 - 地域連携室新設。
- 2015年3月 - エイズ治療拠点病院としての指定解除。
- 2019年4月 - 新病院が開院。

## 診療科目
| - 内科 - 循環器内科 - 消化器内科 - 呼吸器内科 - 脳神経内科 - 外科 | - 脳神経外科 - 心臓血管外科 - 呼吸器外科 - 整形外科 - 形成外科 - 皮膚科 | - 産婦人科 - 小児科 - 泌尿器科 - 耳鼻咽喉科 - リウマチ科 - 眼科 | - 放射線科 - 精神科 - 麻酔科 - 歯科口腔外科 - リハビリテーション科 |

## 組織
※ 以下、右にある[表示]をクリックすると一覧表示される。

## 施設

### 病棟
病院の建物は、全部で4棟ある（北棟、南棟、東棟、診療棟）。敷地面積は22,301平方メートル、延べ床面積は40,346平方メートル。病床数が558床で、うち有料個室が102室ある。

### その他の施設
- レストラン
- 食堂
- 喫茶店
- 売店
- トイレ
- 駐車場 - 556台（外来患者専用）

## 利用者数
1年間で入院患者の延べ人数は約18万5千人、外来患者は約39万9000人だった。また1日辺りの外来患者数は、約1,600人だった（2012年度）。

## その他
英語が話せる医師がいる他、受付ではポルトガル語とスペイン語で対応できる。

## 交通手段

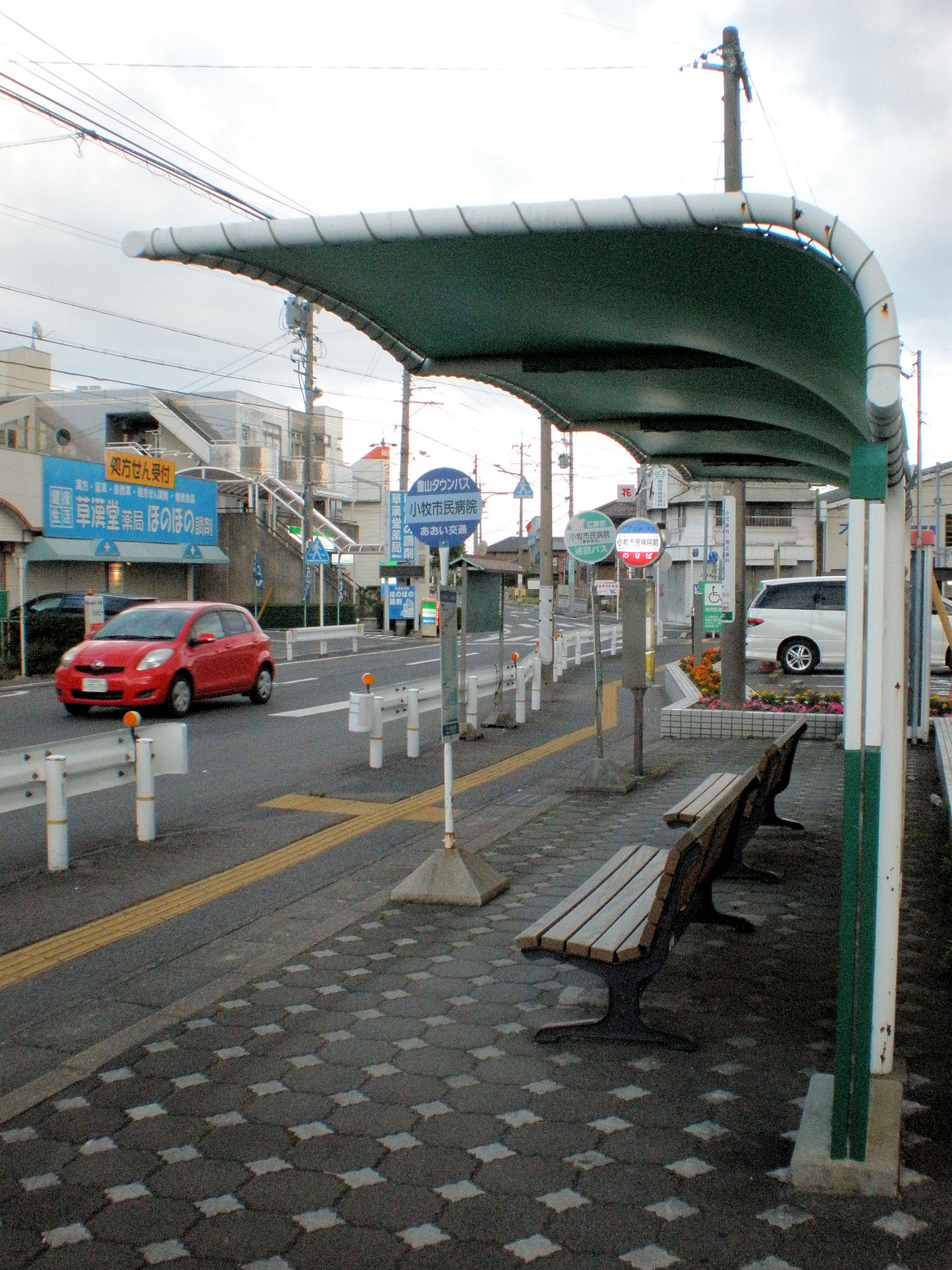
「小牧市民病院」停留所（2009年5月）

- 名鉄バス・こまき巡回バス・とよやまタウンバス「小牧市民病院」停留所よりすぐ
- 名鉄バス「小牧市民病院北」停留所より徒歩で約3分
- ピーチバス「メナード美術館前」停留所より徒歩で約4分

## 周辺
- 小牧市立小牧中学校
- 小牧山
- 小牧市役所
- メナード美術館